# گاورخ-رودا
گاورخ-رودا (به لهستانی:  Gawrych-Ruda) یک روستا در لهستان است که در گمینا سوواوکی واقع شده‌است. گاورخ-رودا ۳۱۰ نفر جمعیت دارد.